# Křížová cesta (Pernolec)
Křížová cesta v Pernolci u Částkova na Tachovsku se nachází severně od obce u kostela Svaté Anny Samotřetí.

## Historie
Křížová cesta byla postavena roku 1902. Tvoří ji čtrnáct kamenných sloupků s kapličkou na vrcholu, ve které je nika s pašijovým obrázkem.
Mezi Trnovou a Pernolcem byla roku 1723 postavena kaple. Kolem roku 1791 byla obnovena a pak znovu roku 1826. Roku 1902 byl na jejím místě postaven nový kostel se zasvěcením Svaté Anně Samotřetí a zároveň s ním byla zbudována křížová cesta.
Kostel je chráněn jako nemovitá Kulturní památka České republiky.